# Lambretta 48
La Lambretta 48 è una delle versioni prodotte della serie Innocenti Lambretta e restò in produzione dal 1955 al 1961.

## Storia
La Lambretta 48 fu il primo e unico modello di ciclomotore della italiana Innocenti ad avere le ruote alte: venne creato dalla Innocenti col tentativo di imitare il successo del concorrente: il Quickly della NSU Motorenwerke.
Venne presentato al Moto salone di Milano nel 1954 ma la produzione iniziò solo nell'agosto del 1955 con il prezzo, il quale rimarrà invariato per tutto il periodo della produzione, di 76.000 lire.
La Lambretta 48, simpaticamente soprannominata anche il "Lambrettino del prete", si distingue particolarmente dagli altri ciclomotori per l'elevata raffinatezza dell'apparato meccanico che può raggiungere i 60 km/h consumando fino a 1 litro di miscela ogni 80 km.
Il ciclomotore venne prodotto in tre serie:
1. La Primissima serie prodotta fino ad ottobre del 1955; si contraddistingue per: il coperchio motore dal lato sinistro con inserito disco cromato e scritta Innocenti in rosso, il comando del cambio a un solo filo e di conseguenza la presenza di una molla all'interno della scatola del cambio che sostituisce il secondo cavo, la bobina dell'alta tensione posizionata esternamente, il coperchio del porta attrezzi in metallo e il dispositivo alzavalvola alla testata, detto anche decompressore, che serviva a ridurre le già basse emissioni sonore del ciclomotore.
2. La Prima serie prodotta dall'ottobre 1955 fino ad ottobre del 1958; si distingue dalla primissima per la presenza del coperchio porta attrezzi in plastica e del coperchio motore dal lato sinistro con la scritta Innocenti ricavata direttamente in fase di fusione.
3. La Seconda serie, ed ultima, venne prodotta dall'ottobre del 1958 al marzo del 1961; si differenzia dalle precedenti per l'introduzione del comando del cambio a due fili (il che aumenta la reattività durante il cambio della marcia), lo spostamento della bobina dell'alta tensione interna al generatore elettrico nel motore e per l'eliminazione del decompressore della testata.

La Innocenti terminò la produzione nel 1961 a causa dello scarso numero di vendite dovuto a vari fattori: in primo luogo l'elevata altezza dal suolo (che la rendeva più instabile), il costo e il cambio a sole 2 marce.

## Caratteristiche
La Lambretta 48 è un ciclomotore con avviamento a pedali che funziona con una miscela olio-benzina con percentuale di olio fissa del 6%.
Il Lambrettino ha un gioco delle sospensioni molto lungo, ha la forma simile a quella di una bicicletta ma, grazie al telaio in acciaio prestampato, i cavi che la percorrono passano all'interno quindi non si vedono. Da notare la posizione del filtro dell'aria, che non è montato sul carburatore, ma è interno al telaio; questo permette la riduzione delle turbolenze dovute alla velocità e di conseguenza riduce il rumore prodotto, già diminuito dal grosso silenziatore.
Il serbatoio è posizionato sotto la grossa e morbida sella ed ha una capacità di 2,7 litri; è molto interessante notare che il portapacchi può portare fino a 25 kg. La trasmissione avviene tramite catena alla ruota posteriore; le ruote sono delle 2x22 con freni a tamburo a cavo.
Il motore è un 48cc con frizione monodisco in bagno d'olio; per l'olio motore sono 400gr di Mobiloil A SAE 15/50. Il cambio è a due rapporti a manopola girevole sul manubrio e con la possibilità di muoversi con i soli pedali. Il Lambrettino montava un carburatore dell'Orto T5-11S in seguito un T4-12S, nel primo caso il getto massimo è di 62, con valvola 50; e nel secondo getto max 60 valvola 50.
L'accensione avviene grazie ad una candela 240 scala Bosch filetto corto.
L'impianto elettrico è posizionato nel carter del motore, sia per quanto riguarda il magnete alternatore sia per la bobina dell'alta tensione (II serie), i cavi confluiscono tutti nel fanale anteriore, dove ci sono tutti i ponti e la lampadina biluce che funziona sia da anabbagliante che da abbagliante, da qui esce il cavo per il fanalino posteriore e per il clacson, oltre a quello per l'interruttore sul manubrio che serve a accendere o spegnere le luci, suonare il clacson e spegnere il motore con il bottone di massa.

## Colorazione
Durante i 6 anni di produzione viene offerto in 3 diverse colorazioni: “Rosso Pompei”, “Grigio Lambro”, e nella variante più chiara ” Grigio Landa”. 
Non sono colorati del colore del telaio: il mozzo delle ruote e il motore (che invece sono colorati in Alluminio Fiat 690), il manubrio e i cerchi delle ruote e  le pedivelle dei pedali (che sono invece cromati); per ultimi gli ammortizzatori rinforzati in alluminio, disponibili solo nella seconda serie, che a differenza degli altri che erano verniciati o cromati, vanno solo lucidati.